# Wappen von Kopenhagen

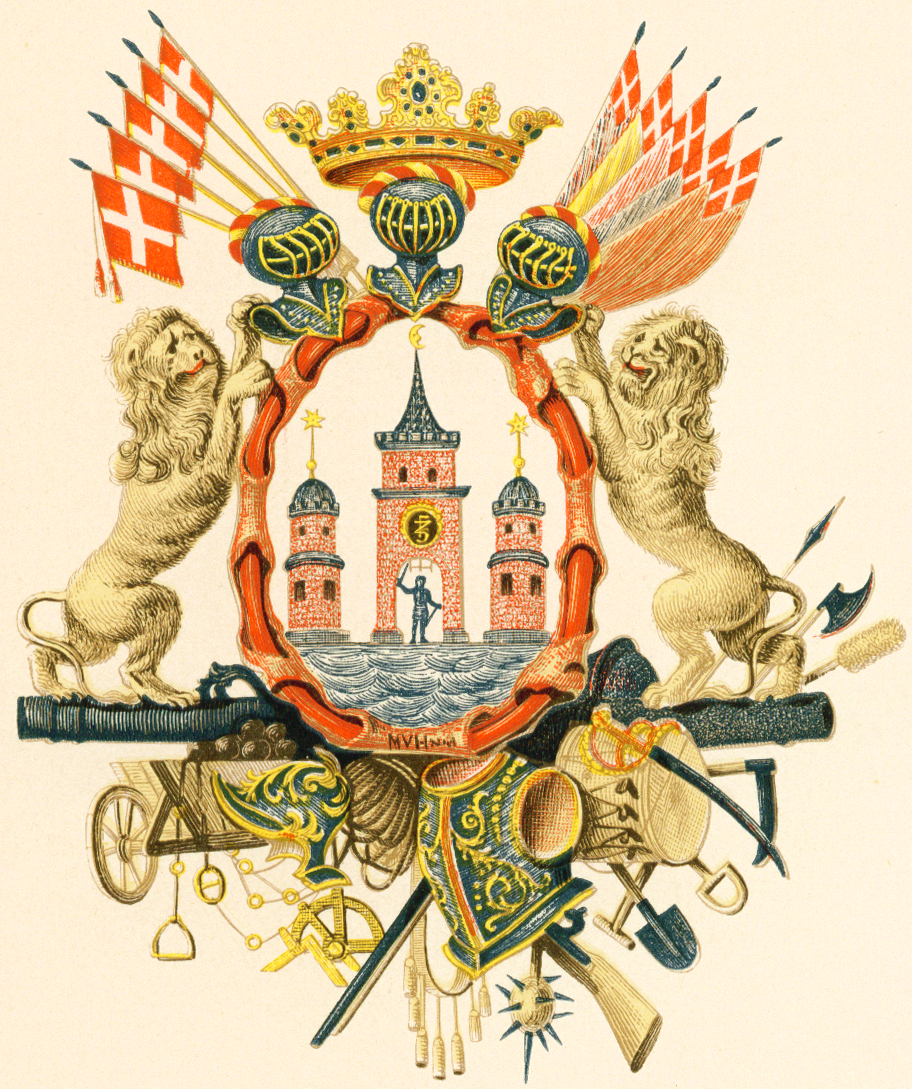
Wappen von Kopenhagen

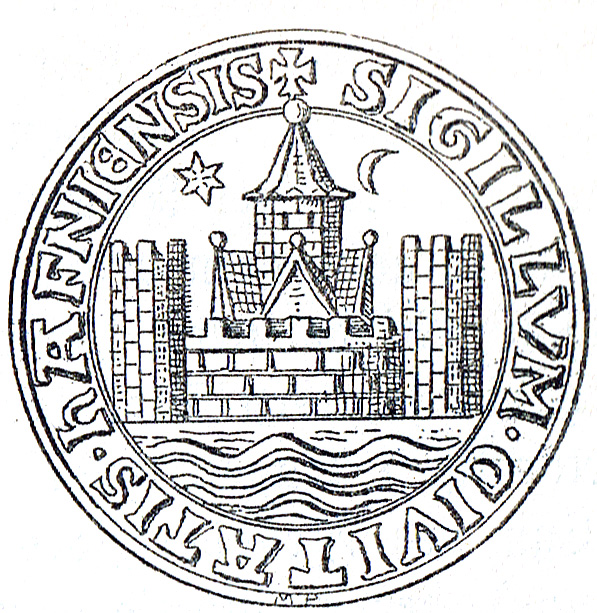
Siegel von Kopenhagen

Das Wappen von Kopenhagen erscheint erstmals 1296 auf einem Siegel der Stadt. König Friedrich III. gewährte am 24. Juni 1661 der Stadt das Privileg, ein Wappen führen zu dürfen. 
Es besteht ein Großes Wappen und die einfache Form.

## Beschreibung
Das Wappen zeigt in Silber über einem blauen, mit Wellen gefärbten Schildfuß drei rote, blaubedachte, zweistufige, schwarzgefensterte Türme. Der mittlere, höhere Turm zeigt über einem Spitzdach die Sichel des aufgehenden Mondes. Die seitlichen Türme mit Halbrunddach werden von goldenen, fünfzackigen Sternen gekrönt. Das Fallgitter im mittleren Turm ist hochgezogen, und ein gerüsteter Ritter mit geschwungenem Schwert steht im Torbogen, über dem ein goldgerahmter Wappenschild mit einem aufrechten, goldenen Löwen in Schwarz befestigt ist.
Auf dem Großen Wappen mit rotem, historisierenden Wappenschild ruhen drei Spangenhelme mit rot-goldener Helmwulst. In den äußeren Spangenhelmen stecken je fünf Fahnen mit goldenen Stangen, blauen Spitzen und zeigen die dänische Flagge. Über dem mittleren Helm schwebt eine goldene Krone.
Schildhalter sind zwei Löwen, auf schwarzen Kanonenrohren stehend. Das Postament ist reichhaltig mit Armaturen geschmückt und zeigt einen Brustpanzer, Wagen mit gebrochenem Rad, Säbel, Gewehr, Steigbügel, Spaten, Picke, Barte und Trommel.

## Symbolik
Das Wasser im Schildfuß nimmt Bezug auf die Wasserlage der Stadt.